# Euchromia flavicincta
Euchromia flavicincta är en fjärilsart som beskrevs av Johannes Karl Max Röber 1919. Euchromia flavicincta ingår i släktet Euchromia och familjen björnspinnare. Inga underarter finns listade i Catalogue of Life.